# Kayulemah
Kayulemah is een bestuurslaag in het regentschap Bojonegoro van de provincie Oost-Java, Indonesië. Kayulemah telt 1749 inwoners (volkstelling 2010).